# Konkubine
En konkubine er en kvinde i et ægteskabslignede forhold til en mand af en højere social status. Ofte vil manden have en eller flere officielle koner ud over én eller flere konkubiner. Status og retmæssigt er konkubiner placeret mellem elskerinder og hustruer. Konkubinen har minimale rettigheder i forhold til manden. Konkubinens børn er offentligt anerkendt som mandens børn, om end med lavere status end børn af officielle koner.
I de middelalderlige danske love (Jyske Lov) blev en konkubine (frille) regnet for lovformelig hustru, når hun havde båret husets nøgler i tre år.